# 特定都市鉄道整備促進特別措置法
特定都市鉄道整備促進特別措置法（とくていとしてつどうせいびそくしんとくべつそちほう、昭和61年4月30日法律第42号）は、大都市圏における鉄道の輸送力増強への投資負担を平準化するための、積立金制度などの特別措置に関する日本の法律である。
この法律による事業は「特定都市鉄道整備事業」（特々事業）と呼ばれる。1986年4月30日に公布された。所管省庁は国土交通省。

## 制定の背景
ここでは本制度の背景と原理、他制度等との関係性を説明し、個別事例については基本的には記述しない。個別事例については#適用事業区間を参照のこと。
鉄道輸送需要が増大した場合、有効な輸送力増強策としては、ソフト面では列車増発、ハード面では複線化（複々線化）や列車の長編成化が挙げられる。しかし、大都市圏においてはすでに列車増発の余裕はなく、ハード面で対応する場合が多い。このためには、用地費や建設費に莫大な資金が必要となる。また、完成後は、巨額の固定資産を抱えることになるため、減価償却費が著しく増大し、それを賄う必要もある。
必要な資金を確保する方法は、大別して下記の3つの手法が考えられる。
1. 公共性に着目し、公的主体から租税その他の形で資金を捻出する（連続立体交差事業等がこのカテゴリに属する）
2. 社債の発行、借入金などを増大する（政府系金融機関による低利融資も基本的にはこのカテゴリとして扱える）。
3. 運賃に転嫁し、必要な資金を確保する。

実際には上記の手段は併用されるが、その重み付けが問題であった。例えば、1については、民鉄に対しては現在線の連続立体交差化を都市計画と看做し、大半を税で賄う方策が採られたが、複々線化など、設備増強分については本法制定から20年以上経過しても、制度的な用意は為されずに至った。2については、金利負担が問題であり、本法制定当時は高度成長期ほどの高金利ではなかったものの、1990年代以降の超低金利など無縁の状況であった。また、金利の推移は流動的であり、当然のことながら正しい未来を知ることは不可能である。
最も確実性が高いのは、運賃の値上げにより、逸走旅客による減収を補填して余るほどの収入の増加を達成することである。しかしながら、値上げをすれば利用者の反発もあり、また隣接路線への逸走等が予想以上に深刻化することもありえる。特に後年よりインフレ率の高かった高度成長期、都市部における革新政党の躍進とも相俟って、物価問題は公共料金値上げへの批判に容易に転嫁し、その声は非常に大きかった。また、運賃値上げと逸走の関係については、日本国有鉄道（国鉄）が1975年以降から1980年代初頭にかけ、大幅な値上げを行った際、大都市でも発生した例（いわゆる国鉄離れ）があり、立法当時はそれから余り年月を経ず、記憶に新しかった。
また、1960年代初頭以来大手民鉄の運賃制度にはレートベース方式が採用され、将来の事業資産増加を収益率に織り込む形で投資的経費を賄うこととなっていた。しかし、実際の運用は恣意性に左右され、世論の反発、及びそれを恐れた与野党全般の消極姿勢などによって、適切な時期に適切な率での値上げが認められず（なお、当時運賃改定は運輸省の許認可事項であった）、鉄道事業者各社は改定初年から翌年は鉄道事業の収益が黒字となるものの、年数を経過すると物騰に付いて行けず、すぐに赤字となる浮沈が繰り返された。結局鉄道事業者は輸送力増強の投資に慎重にならざるを得なくなり、投資は停滞した。一方、政府は1970年代以降、国鉄問題の処置に多くの人的資源と資金を投じており、また、オイルショック以後は低成長、第二次オイルショック以降プラザ合意の頃までは緊縮財政に舵を切っていたため、助成拡大の余地に乏しかった。
こうした状況を打開するため、本法律が制定された。
仕組みとしては、当該工事の恩恵を受ける路線の利用者から本来の運賃に更に上乗せ運賃を加えることで、予め前借りし、積み立てる。値上げした分の運賃は工事費の一部として充当される。通常の値上げであればここまでで終わりである。しかし本制度の場合、完成後（積み立て終了後）は上乗せしていた値上げ分が無くなり、逆に、上乗せした分を一定期間本来の運賃から引き去るための、「還元」と称する運賃値下げが為される。最終的には前借相当分の収入はゼロに戻り、会計上も鉄道事業者には残らない。また、完成後に還元措置を行うことで、減価償却費の増大分が運賃値上げ要素として働くことをある程度相殺し、運賃を平準化させることを狙っている。運賃が極端に変動（値上がり）しなければ、鉄道事業者は旅客逸走のリスクからも逃れることが、理論上は可能となる。
また、積み立てた運賃は無利子資金であるため、通常の借入金のようなリスクは存在しない。
なお、上記はあくまで本制度により収受された分についての説明であり、他の運賃制度とは無関係であることは注意が必要である。
例えば、通常運賃は本制度とは関係なく、レートベース方式（1997年以降はヤードスティック方式）により物価変動等の要素を織り込むため、必要に応じて運賃改定の申請が行われる。従って、小田急電鉄や西武鉄道のように、2000年代に運賃還元期間に入ったにもかかわらず、同時に実施した運賃改定によって運賃が据え置き、ないしは値上げとなった区間などが存在する。
さらに通常運賃について述べるならば、新線建設などで減価償却費補填を目的に設定されている加算運賃制度なども同様であり、本制度との関連はない。小田急電鉄の場合、還元開始と同期して多摩線加算運賃の廃止がなされたが、これは制度の面から眺めるならば、別の理由（営業施策）から、タイミングを合わせているに過ぎない。
なお、本制度以前にもそれなりの設備投資がなされたことから自明であるが、本制度以外で収受された運賃の中からも、投資的経費が捻出されることは言うまでも無い。本制度はあくまで大都市部の鉄道投資を「促進」するため考案された方策の一つであり、他の施策と併用して運用されている。
工事計画とも、必ずしもは連動していない。放射状路線の複々線化などは1960年代に大方の計画が持ち上がっており、一部は完成し、又は用地取得などが行われていたが、長年棚上げとなっていた案件も多かった。上記で述べたように、本制度の対象工事とすることによって、それらに着手可能な環境を用意することが、目的である。勿論、本制度制定後に全く新規に計画された工事も存在する。

## 法律の概要
- 鉄道事業者には一定の値上げ幅を認め、上乗せ分を特定都市鉄道整備積立金とし、鉄道事業者は10年以内の間にわたって積み立て、実質的に運賃の先取りとして工事費へ充当することができる。
- 対象工事の工事費が、1年間の旅客運送収入以上であることが条件である。
- 積立金の総額は、工事費の1/4（制定当初、1994年改正により1/2に引き上げ）を限度とする。
- 積立金積み立てと同時に、その同額を特定都市鉄道整備準備金として積み立てなければならない。準備金は税制上の措置により、非課税となる。
- 工事終了後は、10年間にわたって対象工事ごとに区分された準備金を1/10ずつ取り崩し、その分を運賃値下げ等の形で利用者に還元する。

## 適用事業区間
- 東武鉄道[2]
  - 伊勢崎線 竹ノ塚駅 - 北越谷駅間複々線・連続立体高架化及び北千住駅改良（1997年完成済み）
  - 伊勢崎線 東京11号線（地下鉄半蔵門線）直通化（2003年完成済み）
  - 野田線 複線化（継続中）
  - 東上本線 輸送力増強（森林公園駅 - 嵐山信号場間複線化など・2005年完成済み）
- 西武鉄道
  - 池袋線 桜台駅 - 石神井公園駅間複々線化（2015年完成済み）
  - 新宿線 西武新宿駅 - 上石神井駅間複々線化
西武鉄道は1995年1月19日、事業中止する旨を発表し、後日運輸省に改定申請を行い、再認定された。理由は地下水対策等により事業費が1600億から2900億に高騰したこと、並びにバブル経済崩壊後に見直された需要見通しの下方修正による。これにより新宿線相当分として積み立てた157億を還元する運賃改定を実施した。なお、池袋線分については継続し、完成後に本制度分は還元に入ったが、運賃全体では値上げ要素が上回った。[3]
- 京王電鉄[4]
  - 京王線 長編成化（1996年完成済）
  - 井の頭線 車両大型化（1997年完成済）
京王新線の他、笹塚駅 - 調布駅間の複々線化は以前から構想されてきた。しかし京王線の混雑は長編成化で解決できるとして、京王は申請した5社で唯一どの路線にも複々線計画を組み入れなかった。その後計画通り、10か年以内に全ての工事を完了し、その後井の頭線も完了したため、1997年、法の趣旨に従って先取りした運賃を還元するため、値下げを行った。値下げ効果を利用者に実感させるため、他の運賃値上げ要素等は経営努力で補うこととされた[4]。学生定期の割引率は据え置かれ、値下げの恩恵は負担者たる通勤定期客と普通客であった。なお、還元期間は10年と定められているため本来なら2007年以後に値上げが必要となり、値下げ以来会社要覧にもその旨が記されていたが、その後記載はなくなり、2014年・2019年の消費税率引上げに伴う運賃改定を除いて長い間値上げは行われてこなかった。しかしながら新型コロナウイルス感染症の流行の余波により利用客が減少したことなどを理由に2023年10月1日に28年ぶりに運賃を値上げしている[5]。
- 小田急電鉄
  - 小田原線 代々木上原駅 - 和泉多摩川駅間複々線化（適用対象外の和泉多摩川駅-向ヶ丘遊園駅間の改良工事を含め2018年完成済）
京王以外の3社と同様に、積み立て期間を延長していたが、2004年に世田谷代田駅 - 喜多見駅間が完成したのを見越して2005年運賃改定を実施。これに伴い、対象区間全線完成を前に還元に移行した。西武鉄道と同じく、他の運賃も同時に改定されている。
- 東京急行電鉄[6]
  - 目黒線 目黒駅 - 多摩川駅間改良（2008年完成済）
  - 東横線 多摩川駅 - 日吉駅間複々線化（2008年6月完成済）
  - 大井町線 大井町駅 - 二子玉川駅間改良（上野毛駅 - 自由が丘駅は継続中）
  - 田園都市線 二子玉川駅 - 溝の口駅間複々線化（2009年7月完成済）
  - 東横線 渋谷駅 - 横浜駅間急行停車駅10両編成化および副都心線直通（計画対象外のみなとみらい線も含め、2013年完成済）

## 問題点
本法律は事業期間を10年以内と想定しているが、沿線住民の理解が得られないなどの理由で事業期間が長期化するものが続出しており（例：小田急線）、事業完成前にもかかわらず準備金の取り崩しを始めざるを得ない場合もある。
積立金に充当するため運賃を加算する場合、通勤定期がその対象となり、通学定期、障害者割引定期には加算していない。
また、本法律はJRグループを対象外とはしていないが、工事総額が1年間の旅客運送収入以上という条件では、東日本旅客鉄道（JR東日本）・東海旅客鉄道（JR東海）・西日本旅客鉄道（JR西日本）の本州3社についてはいずれも収入が1兆円を超える規模であり、そのような工事しか対象にできない計算となる。そのため、実質的に適用は不可能となっている。

## 新規事業認定の終了
特定都市鉄道整備準備金の非課税を定めた租税特別措置法（昭和32年3月31日法律第26号）第56条が、平成17年（2005年）10月1日施行分より削除され、税法上の優遇措置がなくなったため、特特事業の新規認定は事実上終了した。